# Vintrosa landskommun
Vintrosa landskommun var en tidigare kommun i Örebro län i Närke.

## Administrativ historik
Den bildades då 1862 års kommunalförordningar trädde i kraft, i Vintrosa socken i Örebro härad. 
Vid kommunreformen 1952 uppgick den i storkommunen Tysslinge landskommun. Området ingår numera i Örebro kommun.

## Politik

### Mandatfördelning i Vintrosa landskommun 1938-1946
| 8 | 12 |

| 20 |

| 9 | 11 |

| 20 |

| 9 | 11 |

| 20 |